# نیروگاه فوتسو
نیروگاه فوتسو (به ژاپنی: 富津火力発電所) (ژاپن، در استان چیبا در شهر فوتسو)، یکی از نیروگاه‌های کشور ژاپن، متعلق به شرکت نیروی برق توکیو که دومین نیروگاه بزرگ گازی دنیا با ظرفیت تولید ۴۵۳۴ مگاوات که شامل ۵ واحد است.
این نیروگاه شامل ۲ واحد ۱۰۰۰ مگاواتی، ۲ واحد ۵۰۷ مگاواتی و ۱ واحد ۱۵۲۰ مگاواتی است.
سوخت اصلی هر ۵ واحد، ال‌ان‌جی به صورت گاز طبیعی است.